# Faro dello Scoglio d'Africa
Il faro dello Scoglio d'Africa è un faro marittimo che si trova sull'omonimo isolotto affiorante dell'Arcipelago Toscano, nel territorio comunale di Portoferraio, a ovest dell'isola di Montecristo, nelle acque del mar Tirreno in prossimità del canale di Corsica. Ad alimentazione fotovoltaica e ad ottica focale, la luce è prodotta da una lampada LABI da 100 W, con un lampo bianco ogni 5 secondi dalla portata di 12 miglia nautiche.

## Storia
Il faro, risalente al 1867, venne attivato dalla Marina Militare (all'epoca Regia Marina) per l'illuminazione dell'isolotto.

## Architettura
L'infrastruttura è costituita da una torre in pietra bianca a sezione circolare, con basamento conico a scarpa cordonato. All'interno della struttura turriforme si articola una galleria, mentre sulla terrazza sommitale si trova il tiburio della lanterna metallica grigia affiancata dal pannello fotovoltaico che ne consente l'alimentazione.